# Beaumont-Sardolles
Beaumont-Sardolles ist eine französische Gemeinde mit 116 Einwohnern (Stand: 1. Januar 2022) im Département Nièvre in der Region Bourgogne-Franche-Comté. Die Gemeinde gehört zum Arrondissement Nevers und zum Kanton Guérigny. Die Einwohner werden Beaumont-Sardollois genannt.

## Geografie
Beaumont-Sardolles liegt etwa 19 Kilometer ostsüdöstlich von Nevers. Umgeben wird Beaumont-Sardolles von den Nachbargemeinden Limon im Norden, Saint-Benin-d’Azy im Norden und Nordosten, Ville-Langy im Osten, Thianges im Südosten, Trois-Vèvres im Süden, Druy-Parigny im Süden und Südwesten, Saint-Ouen-sur-Loire im Südwesten sowie La Fermeté im Westen und Nordwesten.

## Bevölkerungsentwicklung
| Jahr                       | 1962 | 1968 | 1975 | 1982 | 1990 | 1999 | 2006 | 2013 |
| Einwohner                  | 285  | 240  | 194  | 161  | 118  | 107  | 121  | 125  |
| Quellen: Cassini und INSEE |      |      |      |      |      |      |      |      |

## Sehenswürdigkeiten
- Kirche Saint-Barthélemy
- Rathaus (ehemaliges Pfarrhaus) aus dem 18. Jahrhundert
- Schloss La Cave